# Клаузер, Джон
Джон Фрэнсис Клаузер (англ. John Francis Clauser; род. 1 декабря 1942, Пасадина, Калифорния, США) — американский физик, специалист по квантовой механике. Лауреат Нобелевской премии по физике (2022).
Джон Клаузер — член группы учёных «CO2 Coalition», отстаивающих преимущества углекислого газа в окружающей среде и отрицающих климатический кризис.
Изучал физику в Калифорнийском технологическом институте (1964), затем в магистратуре Колумбийского университета (1966), где также защитил докторскую диссертацию (1969) под руководством астронома Тэддеуса Пэтрика.

## Исследования
В 1960—1970е годы занимался модификациями неравенств Белла, которые известны под названиями Белла — Клаузера — Хорна (1974) и Клаузера — Хорна — Шимони — Холта. Провёл первую в мире экспериментальную проверку неравенств Белла в 1972 году (вместе с Стюартом Фридманом) и вторую в мире проверку в 1976 году.

## Награды
- Премия Вольфа (2010)[4]
- Thomson Reuters Citation Laureates (2010)[5]
- Нобелевская премия по физике (2022)